# 不死戰警
《不死戰警》（英語：Officer Downe）是一部2016年美國動作片，由沙恩·克拉汗執導，喬·凱西撰寫劇本。電影改編自Image漫畫出版、克里斯·伯納姆與凱西所創作的2010年漫畫《Officer Downe》。由金·寇茲、山姆·維特威、琳賽·帕西法、雷諾·威爾森和馬克·奈維代主演。電影於2016年11月18日在美國上映。

## 劇情
故事敘述警官道恩在執行任務的途中遭到槍殺，送至實驗室後，因某種契機而復活的他擁有了不死之身的超人類體質，使得道恩再次重拾槍械、回到街道上打擊那些無法無天的罪犯。

## 演員
- 金·寇茲（英语：Kim Coates）飾演警官道恩（Officer Downe）
- Sona Eyambe飾演閃禪師（Zen Master Flash）
- 山姆·維特威飾演伯納姆（Burnham）
- 琳賽·帕西法（英语：Lindsay Pulsipher）飾演泰格女士（Miss Tiger）
- 雷諾·威爾森（英语：Reno Wilson）飾演警官卡特（Officer Carter）
- 馬克·奈維代飾演危險品防護員#1
- 阿迪·尚卡爾飾演騙子#2
- 崔西·薇拉爾（英语：Tracy Vilar）飾演警官韓索（Officer Hanso）
- 艾莉森·拉曼（英语：Alison Lohman）飾演比莉絲特大姊（Sister Blister）

## 製作
電影計畫首次於2013年7月15日被提出。2015年2月20日，金·寇茲被證實將擔任主演。其餘的演員於2015年4月1日宣布，包括山姆·維特威、琳賽·帕西法與雷諾·威爾森。而電影則由滑結樂團的沙恩·克拉汗執導。
拍攝於2015年3月開始。而原作漫畫作者之一的喬·凱西將為電影撰寫劇本。電影劇照於2015年5月13日和15日釋出。監製馬克·奈維代證實，這部電影將被評為R級。

## 發行
電影2016年6月3日在洛杉磯影展上首映。

## 外部連結
- 互联网电影数据库（IMDb）上《不死戰警》的资料（英文）